# Rudolf Belling

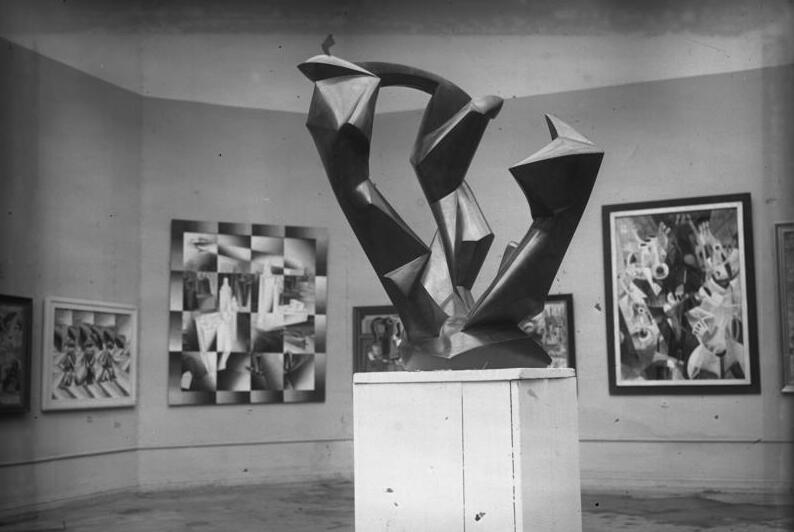
Bellingova plastika Dreiklang (Triáda) v Berlíně v roce 1929

Rudolf Belling (26. srpna 1886 – 9. června 1972) byl německý sochař. V roce 1937 byl jedním z umělců, jejichž díla byla vystavena na Entartete Kunst v Mnichově. Od roku 1937 byl profesorem na Mimar Sinan University of Fine Arts a v letech 1951-1966 na Istanbul Technical University.

## Život a dílo
V letech 1892-1901 navštěvoval školu v berlínské čtvrti Steglitz, poté studoval na pruské vojenské internátní škole Luisenstift. Vystudoval obchodní školu, ale stal se studentem řemeslné dílny. Po absolvování řemeslné školy byl vzděláván na večerních kurzech kreslení a modelování a na anatomických přednáškách pro umělce na berlínské Akademii veterinárního lékařství.
V roce 1908 založil společně s Emilem Kaselowem vlastní ateliér uměleckého řemesla. V roce 1909 obdržel provizi za práci na scénografii pro Maxe Reinhardta. Díky zavedeným vztahům v uměleckých kruzích se seznámil s uměním expresionismu. Jeho tvorba zahrnovala divadelní a taneční témata. V roce 1911 ho sochař Peter Breuer, profesor umění v Berlíně-Charlottenburgu, vzal do mistrovské třídy a poskytl mu studio.
V letech 1915-1917 sloužil Belling v armádě na letišti Adlershof v modelářské dílně.
Koncem roku 1918 se připojil k revolučním hnutím, byl spoluzakladatelem skupiny Novembergruppe, ve které byl do roku 1932 předsedou výstavní komise.
V roce 1919 vytvořil slavnou sochu Dreiklang (Triáda). V letech 1920-1921 se zabýval výstavami. V roce 1925 se oženil s Toni Friedlaenderovou a v následujících letech spolupracoval s mnoha architekty.
V roce 1931 byl zvolen členem pruské akademie umění, ale od roku 1933 se setkal s rostoucí bojkotem a obtěžováním jako tvůrce "degenerovaného umění". V roce 1935 odešel do New Yorku, kde mu byly nabídnuty přednášky o sochařství. Ve stejném roce se rozvedl se svou ženou, v nejbližší době krátce navštívil Německo, kde jeho dílo bylo vystaveno na "výstavě degenerovaného umění".
V roce 1937 získal politický azyl v Turecku, kde nastoupil na Akademii výtvarných umění v Istanbulu. Strávil tam období druhé světové války. V roce 1942 se oženil s Jolandou Manzini.
V roce 1944 byla jeho dílna v Německu bombardována, mnoho prací bylo zničeno. Od roku 1951 pracoval na Polytechnice v Istanbulu. V roce 1966 se vrátil do Německa, kde zůstal až do konce života.

## Galerie

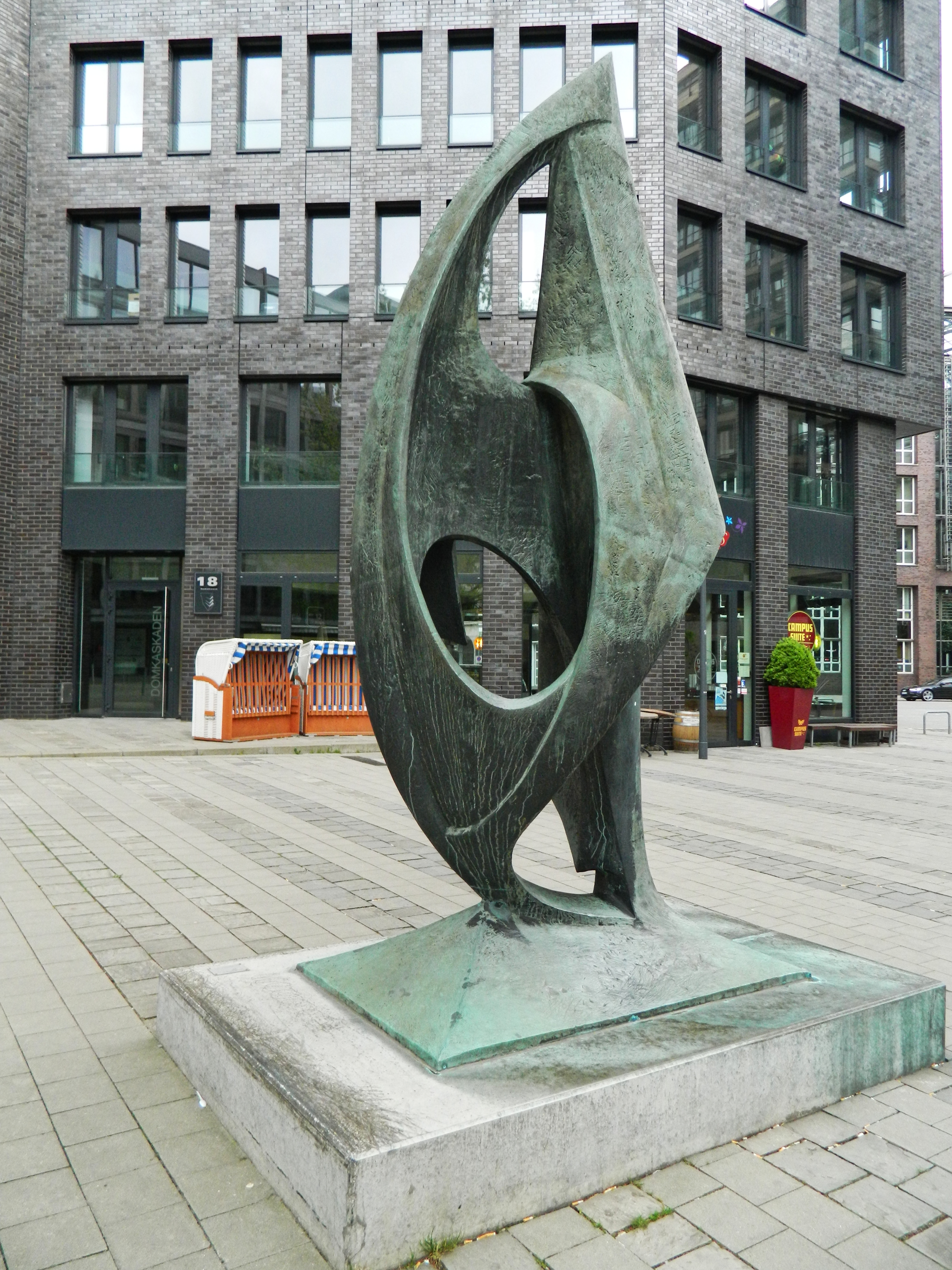
Segelmotiv - panoramio, 1962
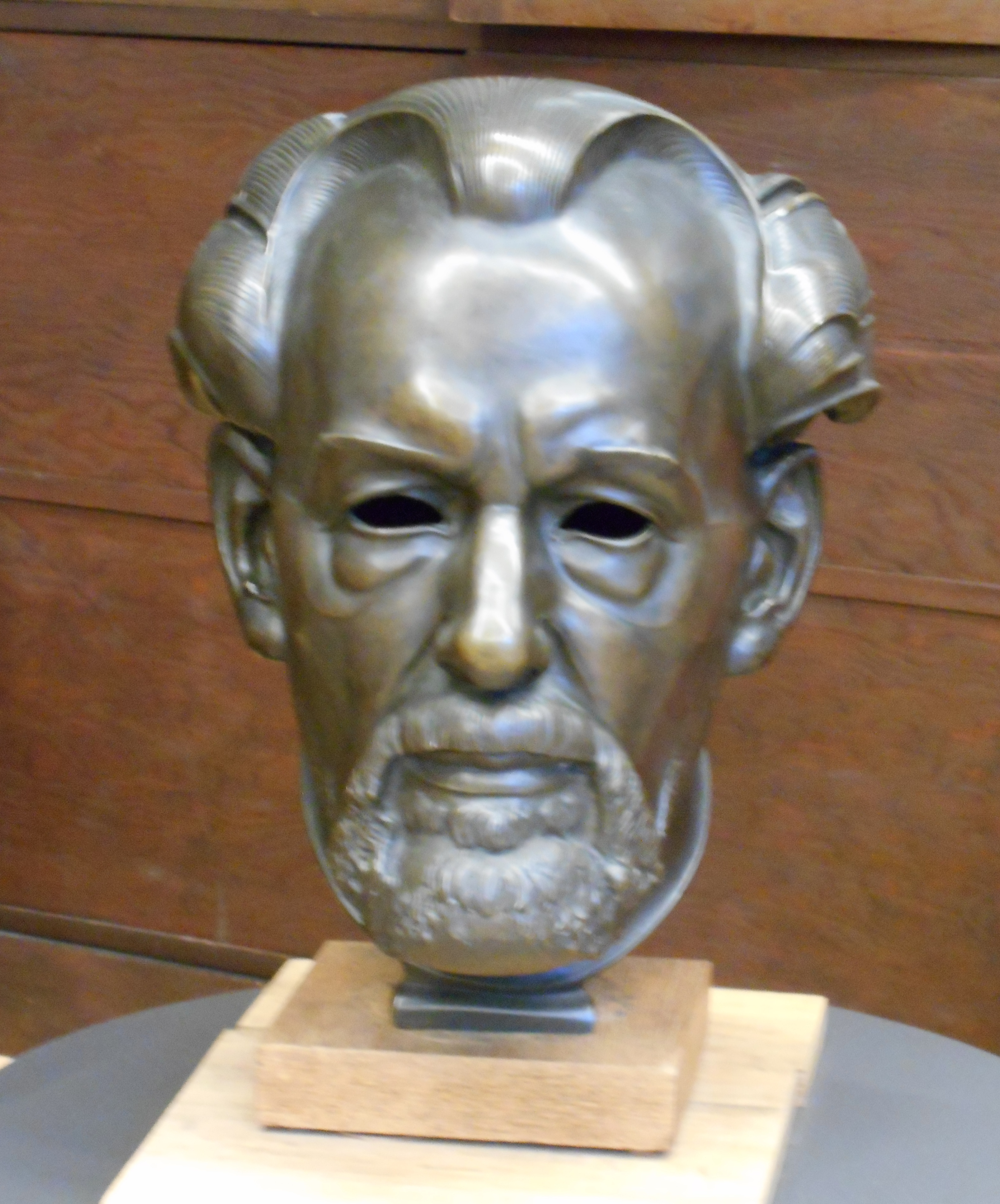
Georg Kerschensteiner, 1932
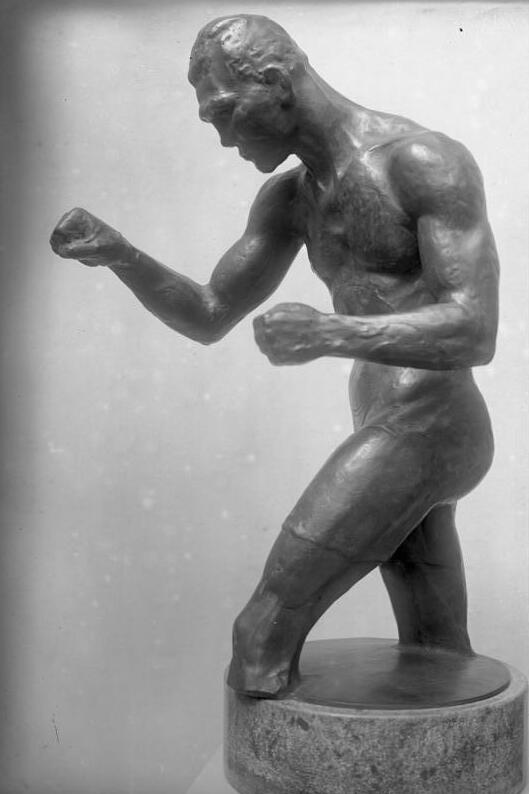
Boxer Max Schmeling
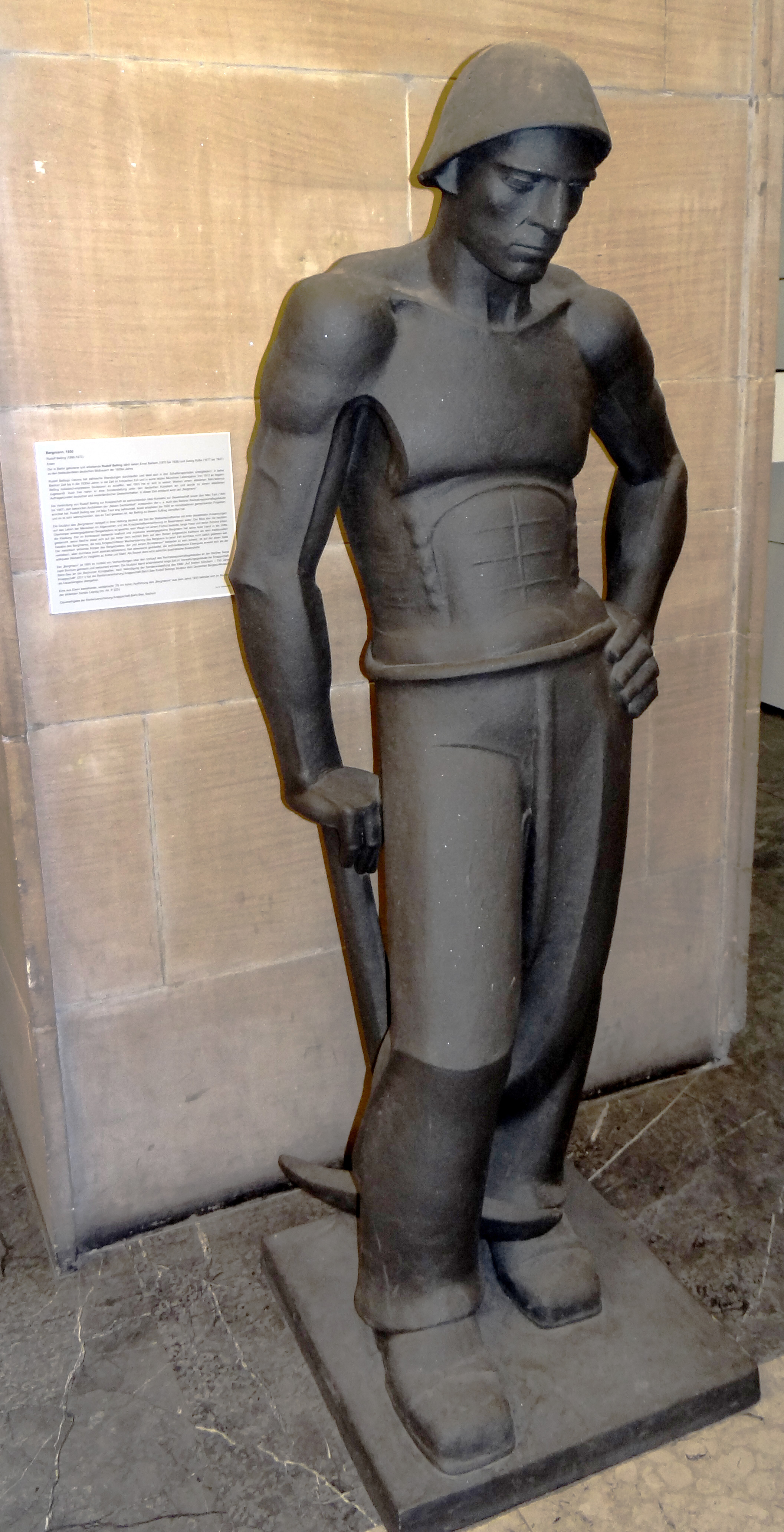
Horník, 1930